# Bajura
Der Distrikt Bajura (Nepali बाजुरा जिल्ला Bājurā Jillā) ist einer von 77 Distrikten in Nepal und gehört seit der Verfassung von 2015 zur Provinz Sudurpashchim. Verwaltungssitz ist Martadi.

## Geschichte
Der Distrikt lag bis 2015 in der Verwaltungszone Seti.

## Geographie
Der Distrikt bedeckt den östlichen Randbereich des Gurans Himal. Entlang der östlichen Distriktgrenze strömt die Humla Karnali nach Süden. Die Karnali, deren Fortsetzung unterhalb der Einmündung der Mugu Karnali, durchfließt den äußersten Osten des Distrikts. Ein weiterer wichtiger Fluss im Distrikt Bajura ist die Budhiganga, die den westlichen Teil des Distrikts nach Südwesten entwässert.
Der 6935 m hohe Ostgipfel des Saipal (auch Tiger Top) in der Nordwestecke des Distrikts bildet die höchste Erhebung von Bajura.
Bajura war im Jahr mit einem Human Development Index von 0,32 der ärmste Distrikt Nepals. Zum Vergleich: die Hauptstadt Kathmandu hatte zu diesem Zeitpunkt einen Index von 0,71.

## Einwohner
Bei der Volkszählung 2001 hatte er 108.781 Einwohner; 2011 waren es 136.948.

## Verwaltungsgliederung
Städte (Munizipalitäten) im Distrikt Bajura:
- Badimalika
- Triveni
- Budhiganga
- Budhinanda

Gaunpalikas (Landgemeinden):
- Gaumul
- Jagannath[5]
- Swamikarti Khapa[5]
- Khaptad-Chededaha[5]
- Himali

Bis zum Jahr 2017 wurde der Distrikt in die folgenden Village Development Committees (VDCs) unterteilt:
- Atichaur
- Baddhu
- Barhabise
- Bichhiya
- Bramhatola
- Chhatara
- Dahakot
- Dogadi
- Gotri
- Gudukhati
- Jagannath
- Jayabageswari
- Kailashmandau
- Kanda
- Kolti
- Kotila
- Kuldeumadau
- Manakot
- Pandusain
- Rugin
- Sappata
- Tolidewal
- Wai